# Euthyone simplex
Euthyone simplex là một loài bướm đêm thuộc phân họ Arctiinae, họ Erebidae.